# International School of Brussels
International School of Brussels (略称: ISB) は、ベルギー ブリュッセル市 ワーテルマール＝ボワフォールにある、幼稚園、小中学、高校を併設する英語を主言語としたインターナショナル・スクール。 2歳から19歳までの62か国を出身とする生徒計約1500人が在籍している。国際バカロレア（IB）認定校。

## 沿革
1951年に5歳から11歳までの子供を教える小学校としてヴォリュウェ＝サン＝ピエールに開校。1953年に現在の位置に移動し、American School Of Brusselsから現在の名称であるInternational School of Brusselsに改名。1977年1月に国際バカロレア（IB）認定を受ける。